# (38063) 1999 FH
1999 FH (asteroide 38063) é um asteroide da cintura principal. Possui uma excentricidade de 0.29324780 e uma inclinação de 11.87893º.
Este asteroide foi descoberto no dia 16 de março de 1999 por Korado Korlević e Mario Juric em Visnjan.